# Copelatus pantosi
Copelatus pantosi är en skalbaggsart som beskrevs av Guignot 1958. Copelatus pantosi ingår i släktet Copelatus och familjen dykare. Inga underarter finns listade i Catalogue of Life.